# Vichy
Vichy [viˈʃi] (okzitanisch Vichèi) ist eine französische Stadt mit 25.702 Einwohnern (Stand 1. Januar 2022) in der Region Auvergne-Rhône-Alpes und nach Montluçon die zweitgrößte Stadt im Département Allier. Die Stadt ist Sitz der Unterpräfektur (französisch Sous-préfecture) des Arrondissements Vichy und Sitz des Gemeindeverbandes Vichy Communauté.
Bekannt ist Vichy einerseits als bedeutendes Heilbad und andererseits als Sitz des Vichy-Regimes bzw. État français („Französischer Staat“) von Juli 1940 bis August 1944, dessen Regierung ihren Sitz in dieser Stadt hatte.
Am 24. Juli 2021 nahm das Welterbekomitee der UNESCO Vichy als eine der bedeutenden Kurstädte Europas (Great Spas of Europe) zusammen mit 10 anderen Kurstädten in die Liste des Weltkulturerbes auf.

## Geografie
Die Stadt liegt am Ufer des Flusses Allier, an der Einmündung seines Nebenflusses Sichon.

## Geschichte

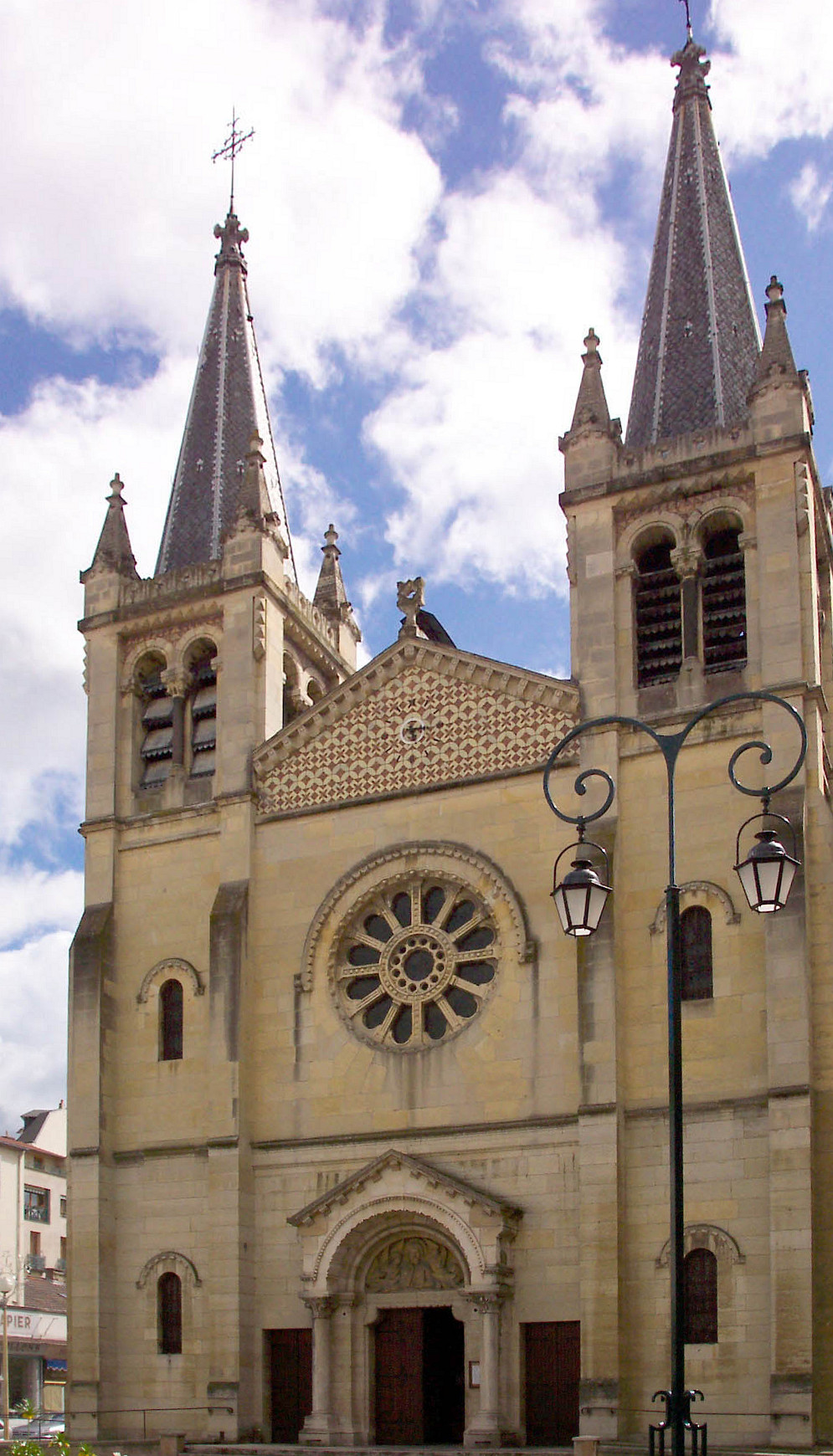
Kirche Saint-Louis in Vichy

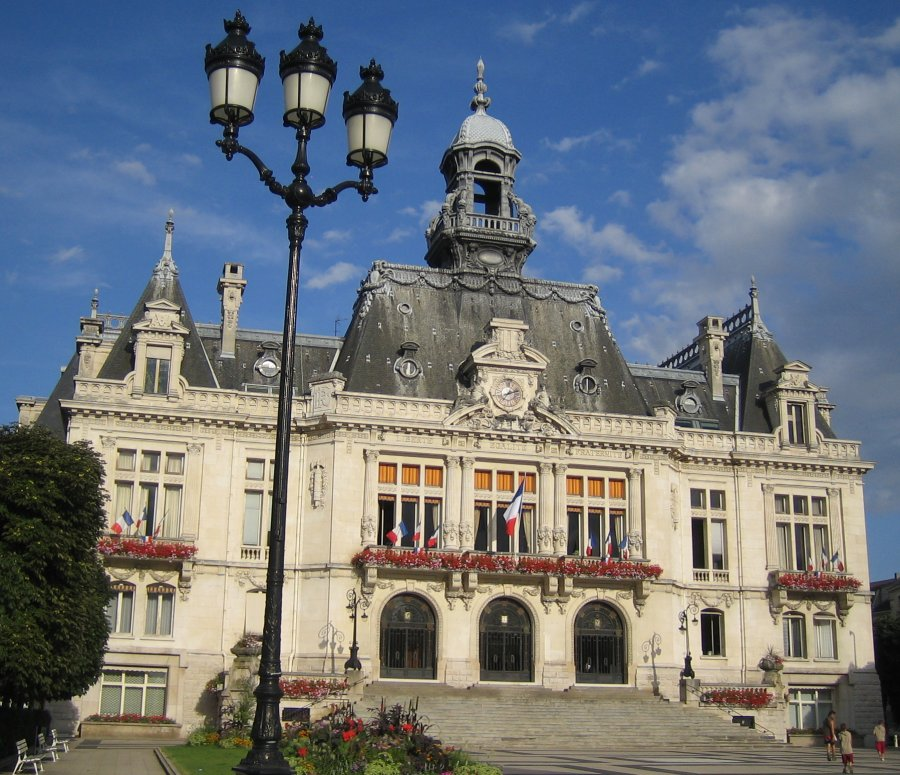
Rathaus Vichy

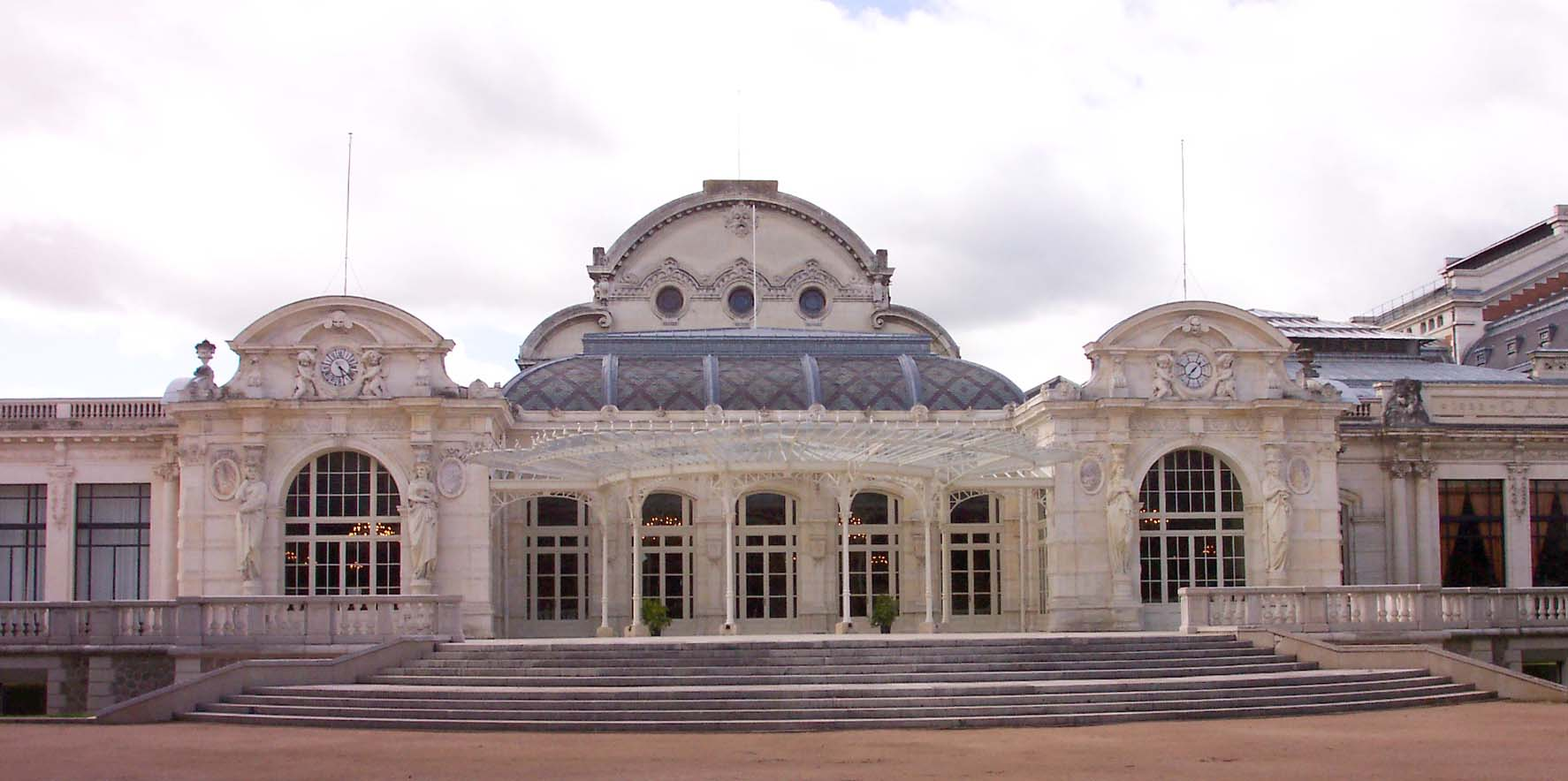
Palais des Congrès

Der Ort wurde von den Römern an bereits von ihnen genutzten Quellen unter dem Namen Aquae Calidae gegründet. In der Zeit Diokletians gehörte das Areal einem gewissen Vipius und wurde daher Vipiacus genannt, woraus sich der Name Vichiacus und schließlich Vichy entwickelte.
Im Jahr 1344 erhielt Herzog Pierre I. de Bourbon die Besitzrechte an den Ländereien. 1410 wurde hier ein Kloster der Benediktiner namens Célestin gegründet. 1527 fielen die Besitztümer der Bourbonen wieder an die französische Krone. Ende des 16. Jahrhunderts kamen die ersten Patienten wegen der Heilquellen nach Vichy, die bald als wahre „Wunderquellen“ gelten.
Wirklich berühmt wurden die Quellen von Vichy durch die Marquise de Sevigné, die 1676 und 1677 hierher zur Kur kam, um das Rheuma in ihren Händen zu kurieren, was offenbar auch gelang. Sie äußerte sich zwar alles andere als begeistert über den Geschmack des Wassers, pries aber dessen heilende Wirkung. 1761 kamen zwei Töchter von Ludwig XV. hierher zur Kur. Deren Neffe, Ludwig XVI., ließ 1787 eine neue Badeanlage an den Quellen errichten. Laetitia Bonaparte, die Mutter Napoleons, weilte hier 1799 zur Kur. Es wird ihrem Einfluss zugeschrieben, dass der Kaiser im Jahr 1812 den Parc de Sources (Quellenpark) anlegen ließ. 1830 wurde das Kurhaus eingeweiht. Napoléon III. machte Vichy für einige Jahre zu seiner Sommerresidenz. In dieser Zeit wurde der Ort zu einem Modebad des internationalen Adels. Es wurden Parks nach englischem Vorbild und Boulevards angelegt sowie Villen, Chalets und Hotels gebaut. 1865 entstand das Casino.
Von 1899 bis 1903 folgte der Bau des großen Centre Thermal des Dômes mit der Trinkhalle, einem 700 Meter langen Wandelgang und einem Bad im orientalischen Stil. 1903 wurde das Opernhaus eingeweiht. Um 1900 kamen 40.000 Kurgäste pro Jahr nach Vichy, kurz vor dem Ersten Weltkrieg waren es fast 100.000. In den 1930er Jahren erlebte der Kurort eine weitere Blütezeit.
Ab Juli 1940 wurde die Stadt während des Zweiten Weltkrieges Sitz des französischen Vichy-Regimes unter Henri Philippe Pétain, da sie als Kurort über 300 Hotels besaß und so Unterkunft für die Offiziere bot. Von hier aus wurden die von den Deutschen nicht besetzten Landesteile Südfrankreichs verwaltet. Mit der Befreiung Frankreichs durch die Alliierten und der Einsetzung einer provisorischen Regierung unter General Charles de Gaulle am 25. August 1944 endete die vierjährige Herrschaft des Vichy-Regimes. Am folgenden Tag, dem 26. August, wurde die Stadt dank der Vermittlung des Schweizer Botschafters Walter Stucki von den Einheiten der Wehrmacht geräumt und durch die Truppen der Résistance befreit. 
Nach dem Krieg nahm Vichy den Kurbetrieb wieder auf und erwarb erneut den Titel Reine des villes d'eaux (Königin der Kurbäder). Doch das änderte sich in den 1970er Jahren, als die Prominenten unter den Badegästen andere Badeorte bevorzugten. Unter Bürgermeister Pierre Coulon (1950–1967) entwickelte sich Vichy zu einer Stadt des Sports; der Allier wurde zum See Lac d'Allier aufgestaut, um Wassersportmöglichkeiten anzubieten, und es entstand der Parc Omnisports (1963–1968).
Des Weiteren wurde in Zusammenarbeit mit der Universität Clermont-Ferrand die renommierte Sprachschule Cavilam gegründet. In der Sommerzeit werden hier mehr als 1000 Studierende anderer Länder betreut, die in mehrwöchigen Kursen Französisch lernen. Den größten Anteil bilden Studierende anderer Länder, die sich so auf ihren Studienaufenthalt in Frankreich vorbereiten. Infolge der Beschäftigung zahlreicher Lehr- und Verwaltungskräfte sowie der Einnahmen aus der Unterbringung der Studierenden in Familien, Appartements und Wohnheimen ist die Schule ein wichtiger Wirtschaftsfaktor für die Stadt geworden.
Von 1989 bis 2017 war Claude Malhuret (UDF, ab 2002 UMP) Bürgermeister der Stadt, vorher Minister für Menschenrechte und zusammen mit Bernard Kouchner der Gründer der Organisation Ärzte ohne Grenzen. Ihm folgte Frédéric Aguilera (LR) im Amt des Stadtoberhaupts.
Zusammen mit zehn anderen Kurorten Europas, den Great Spas of Europe, wurde Vichy 2021 in die Liste des UNESCO-Welterbes aufgenommen. Die positive Entscheidung über die Aufnahme erfolgte am 24. Juli 2021.

## Quellen

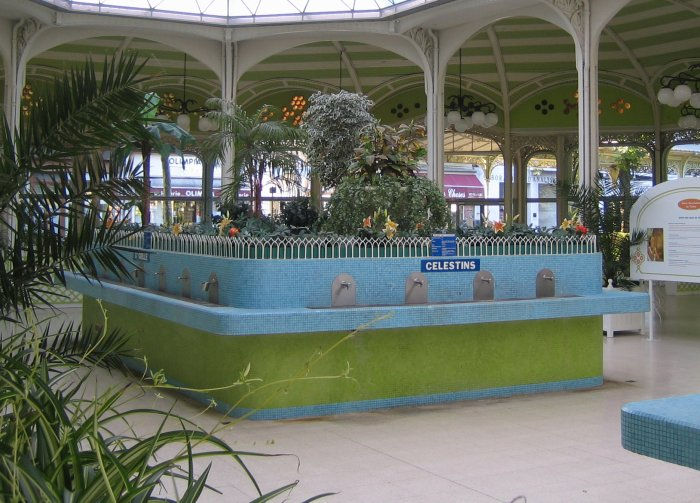
Das Palais de Source (Quellenhalle) mit der Quelle Célestins

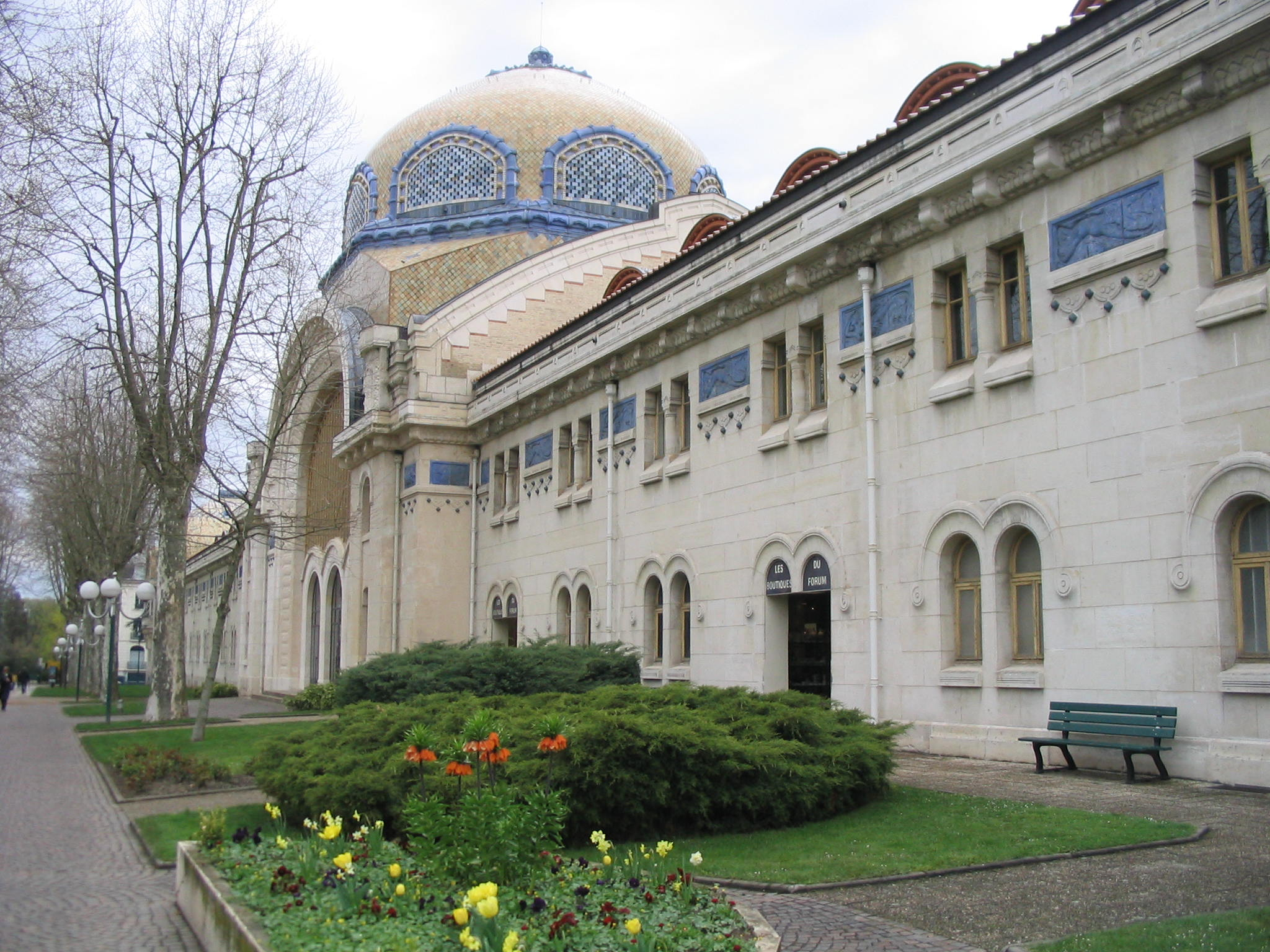
Centre Thermal des Dômes, südliche Fassade

Trinkhalle an der Quelle von Grand Grille, um 1900

## Bevölkerungsentwicklung
| Jahr                       | 1793  | 1851  | 1896   | 1954   | 1962   | 1968   | 1975   | 1982   | 1990   | 1999   | 2008   | 2018   |
| Einwohner                  | 1.763 | 1.696 | 12.330 | 30.403 | 30.614 | 33.506 | 32.117 | 30.527 | 27.714 | 26.528 | 25.221 | 24.854 |
| Quellen: Cassini und INSEE |       |       |        |        |        |        |        |        |        |        |        |        |

## Kultur und Sehenswürdigkeiten
- Musée municipal, Stadtmuseum mit archäologischer Sammlung und Stiftung dreier Sammler zeitgenössischer Kunst
- Musée des Arts d’Afrique et d’Asie, Sammlung afrikanischer und asiatischer Kunst mit rund 4000 Exponaten in einem Teil des Thermalbads
- Musée Surréaliste François Boucheix, ältestes französisches Museum für Surrealismus

Siehe auch: Liste der Monuments historiques in Vichy

## Verkehr

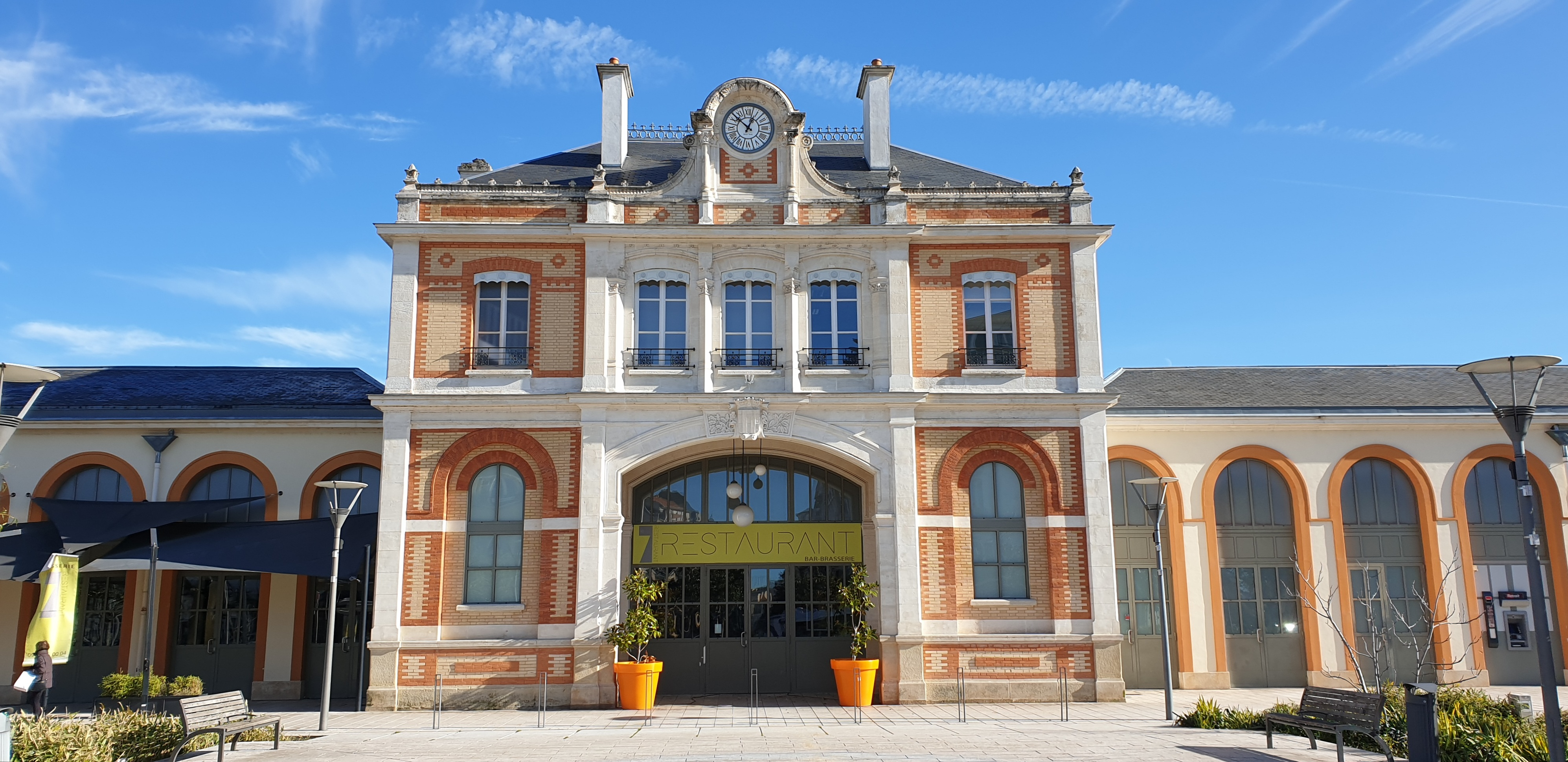
Ehemaliges Empfangsgebäude des Bahnhofs

Zunächst lag Vichy abseits der bedeutenden Eisenbahnstrecken, die Hauptbahn von Paris nach Clermont-Ferrand führte am anderen Ufer des Allier westlich an der Stadt vorbei. Bei seinem ersten Besuch in der Stadt musste Napoléon III. daher in Saint-Germain-des-Fossés seinen Zug verlassen und die restliche Strecke in einer Kutsche zurücklegen. Dies war Anlass für den Bau einer Zweigstrecke, die nach einer kurzen Bauzeit von acht Monaten am 15. Mai 1862 eröffnet wurde. Gebaut wurden die 10,5 Kilometer lange Strecke und der Bahnhof von der Eisenbahngesellschaft Compagnie des chemins de fer de Paris à Lyon et à la Méditerranée (P.L.M.). 1874 verkehrten zwischen Paris und Vichy täglich vier Zugpaare, die die Entfernung in rund acht Stunden zurücklegten.
Durch die Verlängerung der Strecke bis Strecke bis Courty (1881) wurde der Bahnhof Vichy zum Durchgangsbahnhof, später kamen Strecken nach Cusset (1912) und Riom (1931; zur Bahnstrecke Saint-Germain-des-Fossés–Nîmes) hinzu.

## Film
- Vichy – Die Königin der Heilbäder. Dokumentarfilm, Deutschland, 2011, 43 Min., Buch und Regie: Meike Hemschemeier, Produktion: Tag/Traum, ZDF, arte, Erstsendung: 29. Mai 2012 bei arte, Reihe: Kur Royal (2/5), Filminformationen von arte.

## Städtepartnerschaften
Städtepartnerschaften bestehen mit 
- Wilhelmshaven, Deutschland
- Bad Tölz, Deutschland; seit 1963[4]
- Dunfermline, Vereinigtes Königreich
- Saratoga Springs, Vereinigte Staaten

## Persönlichkeiten
- Valery Larbaud (1881–1957), Schriftsteller und Literaturkritiker
- Maurice Germot (1882–1958), französischer Tennisspieler
- Louis Darragon (1883–1918), Radrennfahrer
- Magda Julin, geb. Mauroy (1894–1990), schwedische Eiskunstläuferin
- Albert Londres (1884–1932), Journalist und Schriftsteller
- Roger Désormière (1898–1963), Dirigent
- Guy Ligier (1930–2015), Rennfahrer und Konstrukteur
- Jean-Charles Capon (1936–2011), Jazz-Cellist
- Jean-Claude Amiot (* 1939), Komponist, Musikpädagoge und Dirigent
- Just Jaeckin (1940–2022), Filmregisseur und Fotograf
- Guy Wyser-Pratte (* 1940), US-amerikanischer Finanzinvestor
- Philippe Honoré (1941–2015), Karikaturist, Cartoonist und Journalist
- Yvan Pommaux (* 1946), Kinder- und Jugendbuchautor
- Claude Vorilhon (* 1946), Gründer des Raelismus
- Charles Wyplosz (* 1947), Wirtschaftswissenschaftler und Hochschullehrer
- Claude Malhuret (* 1950), Bürgermeister und Mitbegründer der „Ärzte ohne Grenzen“
- Guy Touvron (1950–2024), klassischer Trompeter und Hochschullehrer
- Didier Boubé (* 1957), Moderner Fünfkämpfer
- Pierre-André de Chalendar (* 1958), Manager
- Sandrine Dusang (* 1984), Fußballspielerin
- Clémence Calvin (* 1990), Langstreckenläuferin
- Stan Berkani (* 2003), algerisch-französischer Fußballspieler
- Dominique Valentin, Schauspielerin und Dramaturgin

Auf dem städtischen Friedhof liegen neben Larbaud und Désormière auch Raoul Salan begraben.